# Villa Medici Poggio Imperiale

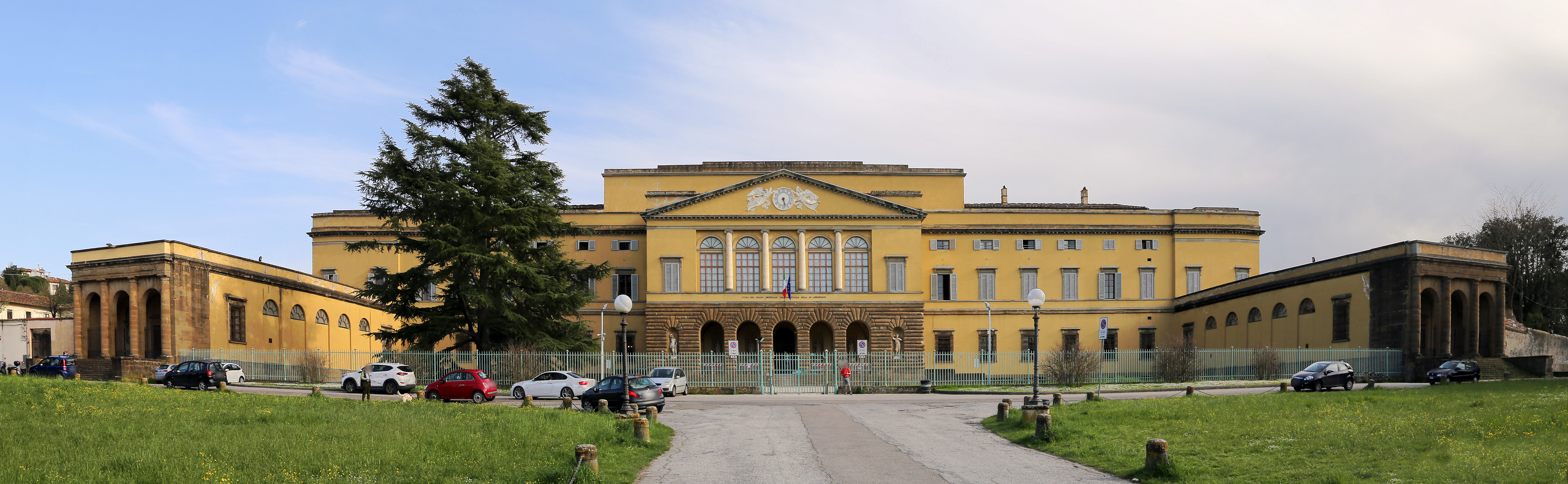
Villa Medici di Poggio Imperiale

Die Villa di Poggio Imperiale ist eine ehemalige Medici-Villa auf dem Hügel von Arcetri in Florenz, nahe der Panoramastraße Viale dei Colli. Der mehrfach erweiterte Bau dient heute Schulzwecken.
Das Landgut hieß zunächst Poggio Baroncelli, nach seinen Besitzern, die 1548 an die Salviati verkauften. Großherzog Cosimo I. de’ Medici ließ 1565 den Medici-Gegner Alessandro Salviati enteignen und schenkte es seiner Tochter Isabella und ihrem Mann Paolo Giordano Orsini.
Ab 1618 stand die Villa im Besitz von Maria Magdalena von Österreich, der Schwester von Kaiser Ferdinand II. und Gattin von Cosimo II. de’ Medici. Sie ließ das Gebäude durch Giulio Parigi großzügig umbauen und erweitern. Seit 1624 heißt das Schloss daher Poggio Imperiale. Erhalten sind aus dieser Zeit Fresken von Matteo Rosselli und seinen Schülern, teils mit bedeutenden Frauengestalten aus der Bibel und weiblichen Heiligen und teils mit Bezügen auf das Haus Österreich. Auch Vittoria della Rovere, Gattin von Ferdinando II. de’ Medici ließ hier als Besitzerin von Giacinto Maria Marmi 1681 bis 1683 Umbauten vornehmen.
Unter den habsburgischen Großherzögen gewann das stadtnahe Schloss an Bedeutung.
Aus dieser Zeit stammen die Malereien von Gaspare Paoletti, Antonio Cioci, Gesualdo Ferri und Filippo Tarchiani sowie die orientalischen Wandteppiche. Am 2. April 1770 konzertierte hier der junge Mozart. Zu Beginn des 19. Jahrhunderts (bis 1820) gewann das Palais seine heutige, äußerlich klassizistische Gestalt – Architekt war Pasquale Poccianti. Seit 1865 dient das Gebäude Schulzwecken, zunächst als Mädchenpensionat, heute koedukativ.

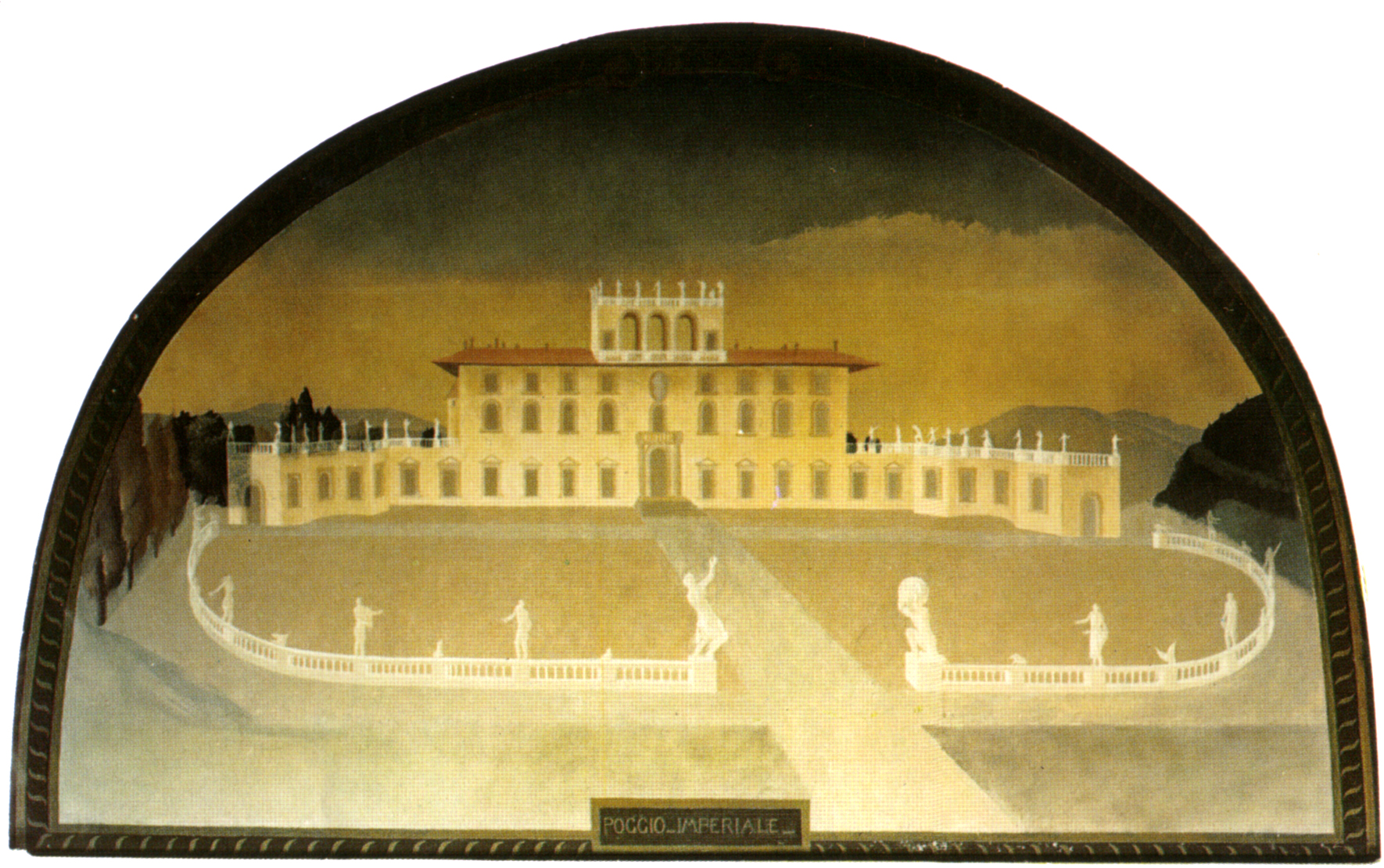
Die Villa im 17. Jh. nach dem Umbau um 1620
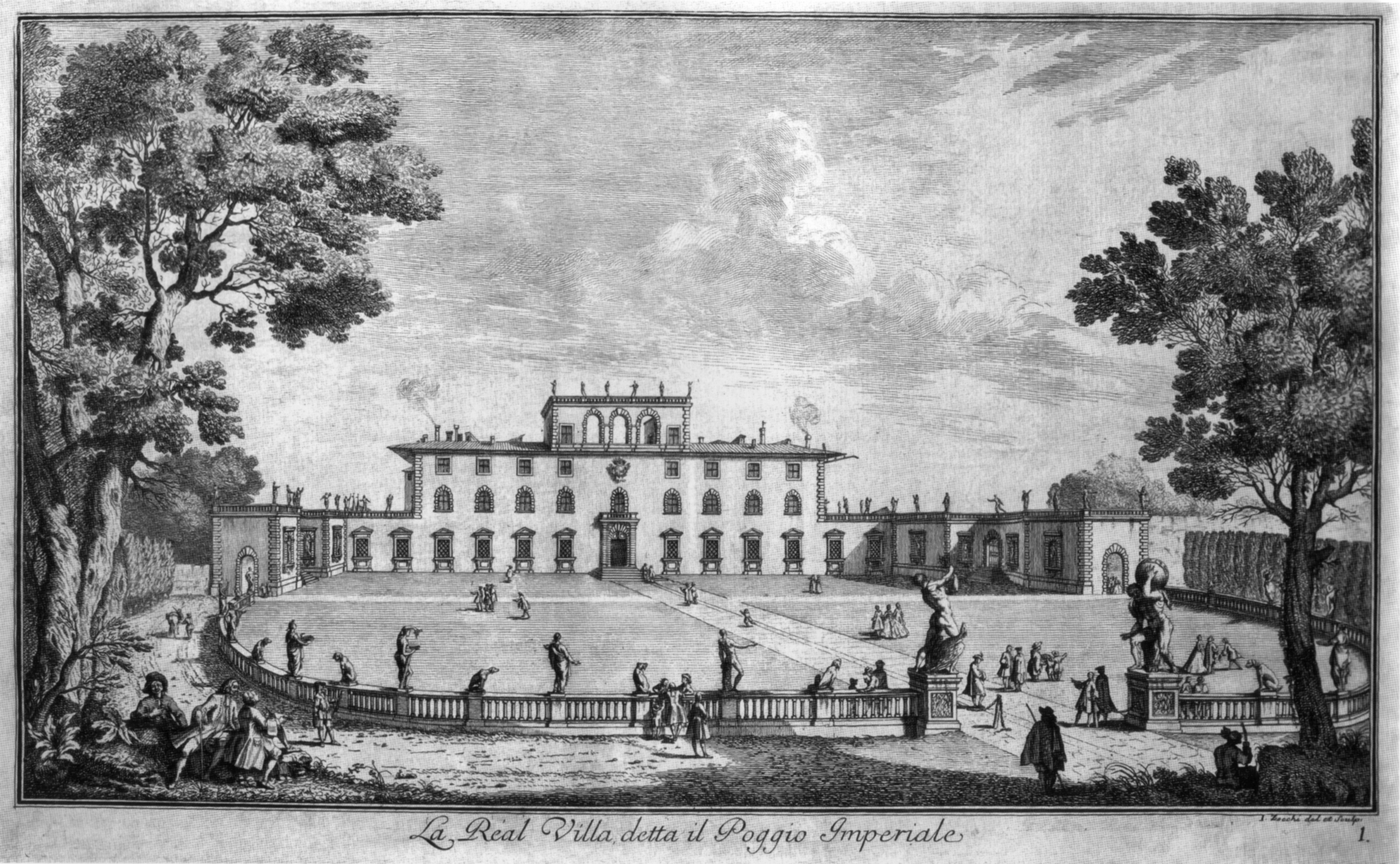
Ansicht der Eingangsseite 1744 nach Zocchi

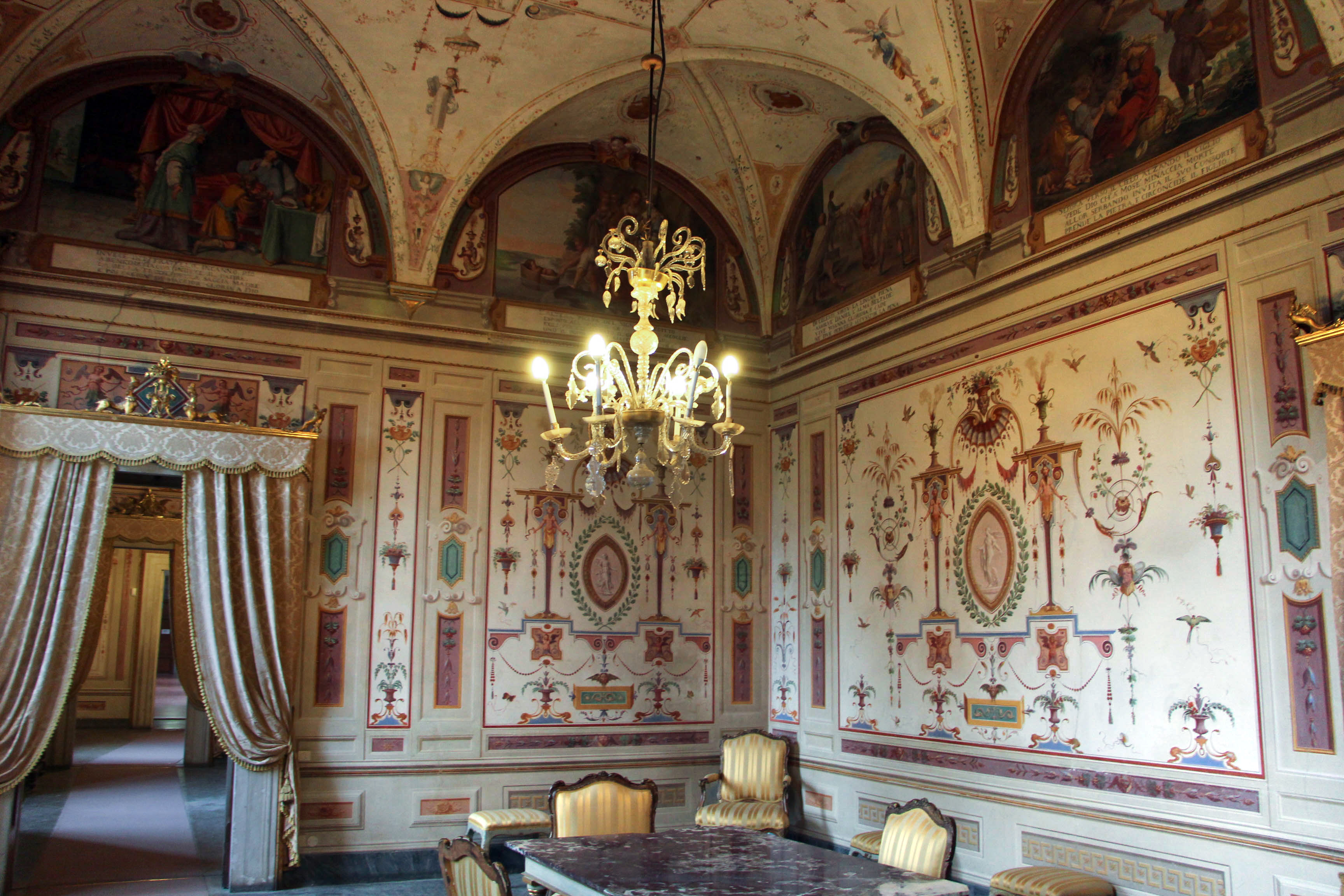
Vorzimmer (anticamera) der Herzogin, mit Fresken von Matteo Rosselli, um 1620
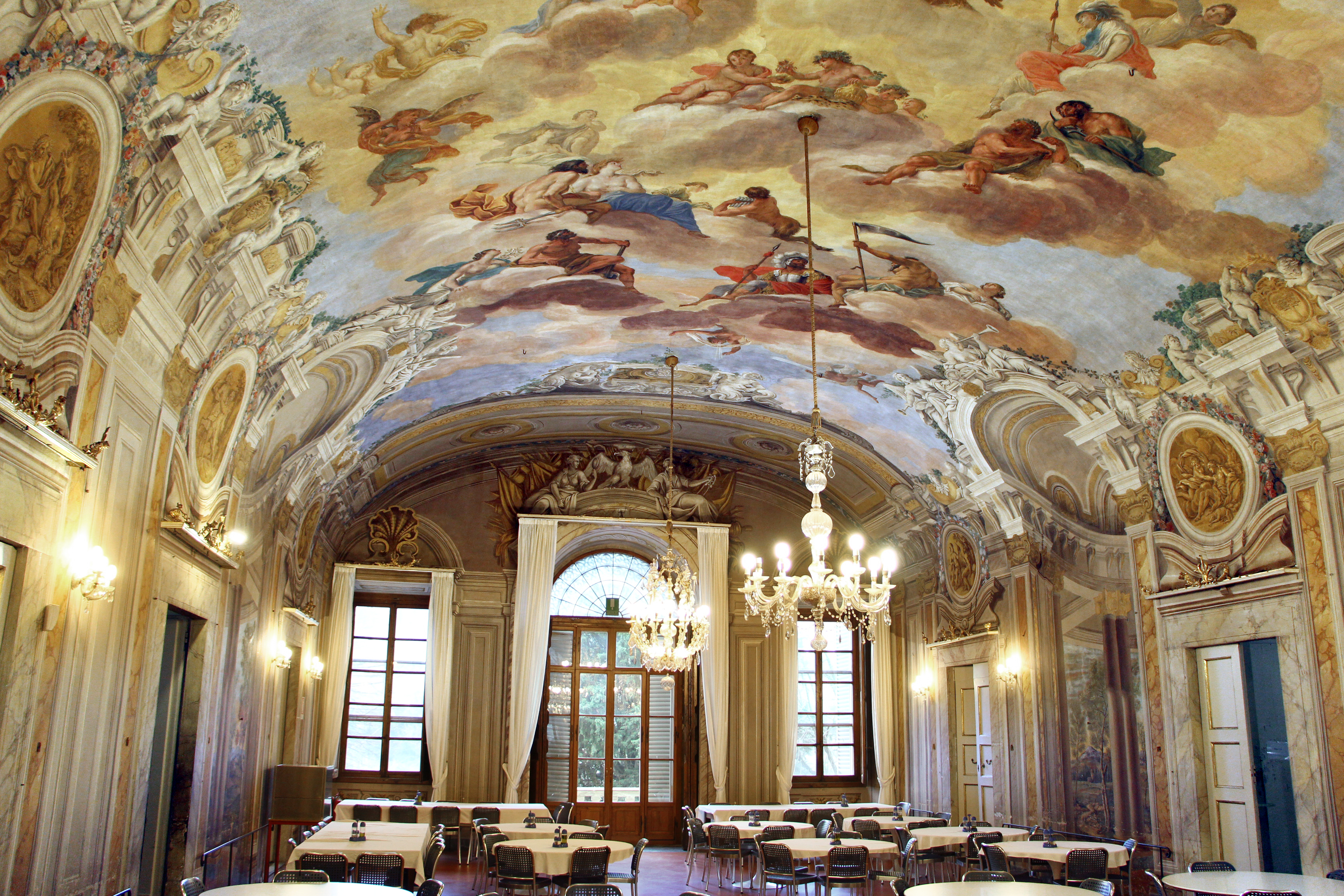
Francesco Corallo: Audienzsaal der Vittoria della Rovere (heute Speisesaal), 1681–82
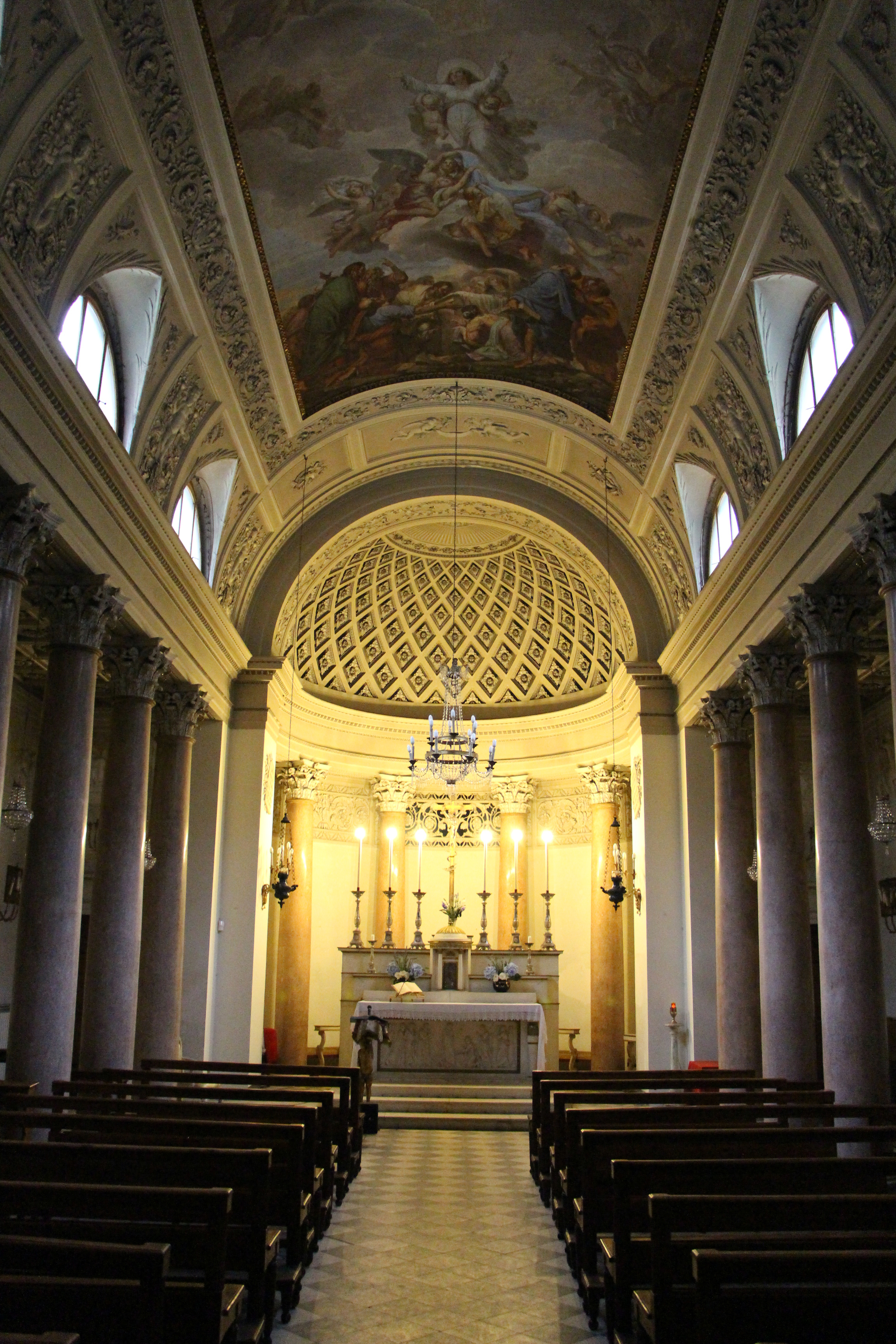
Cappella della Santissima Annunziata (Schlosskapelle)
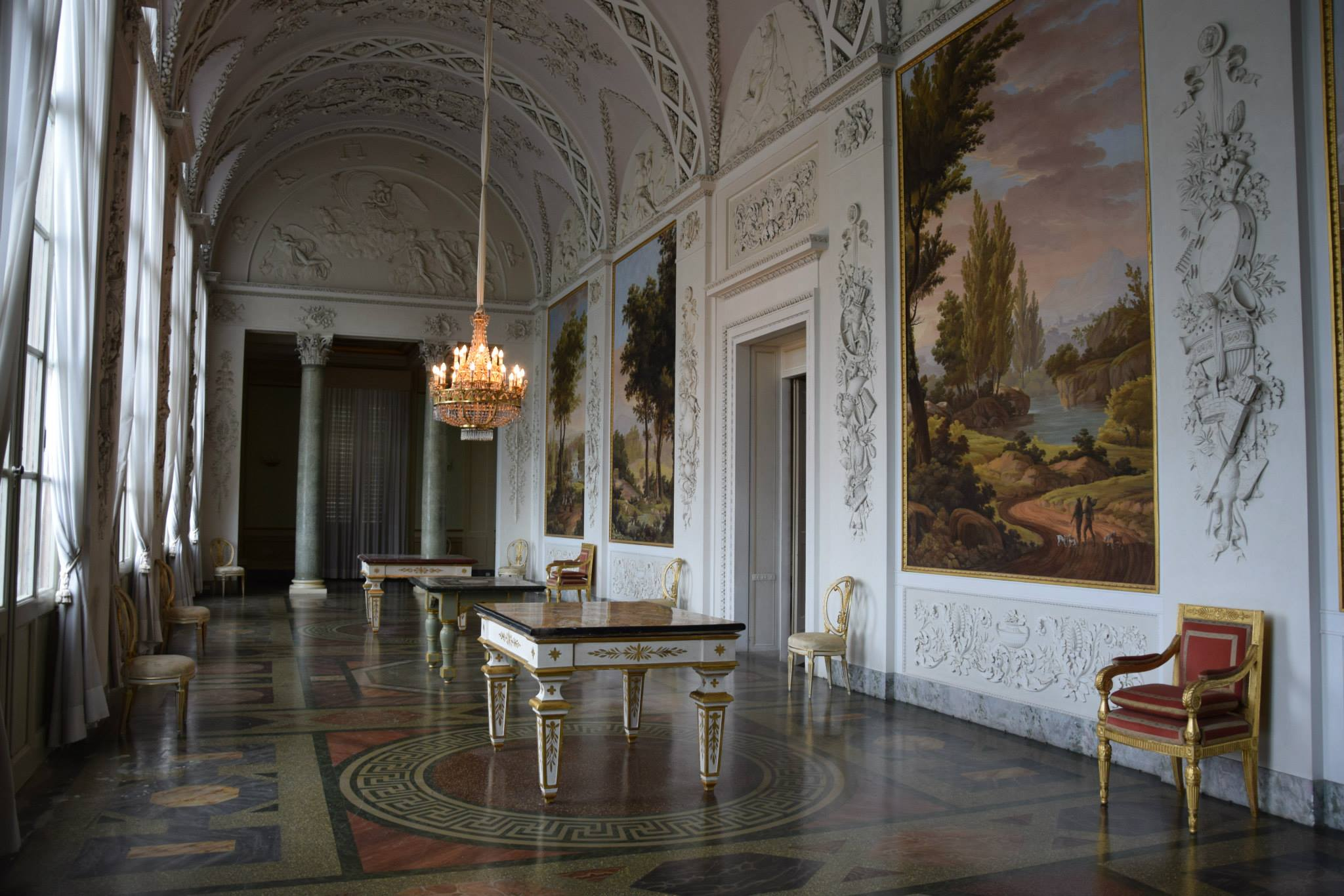
Peristyl (oder Loggetta del Tempo)
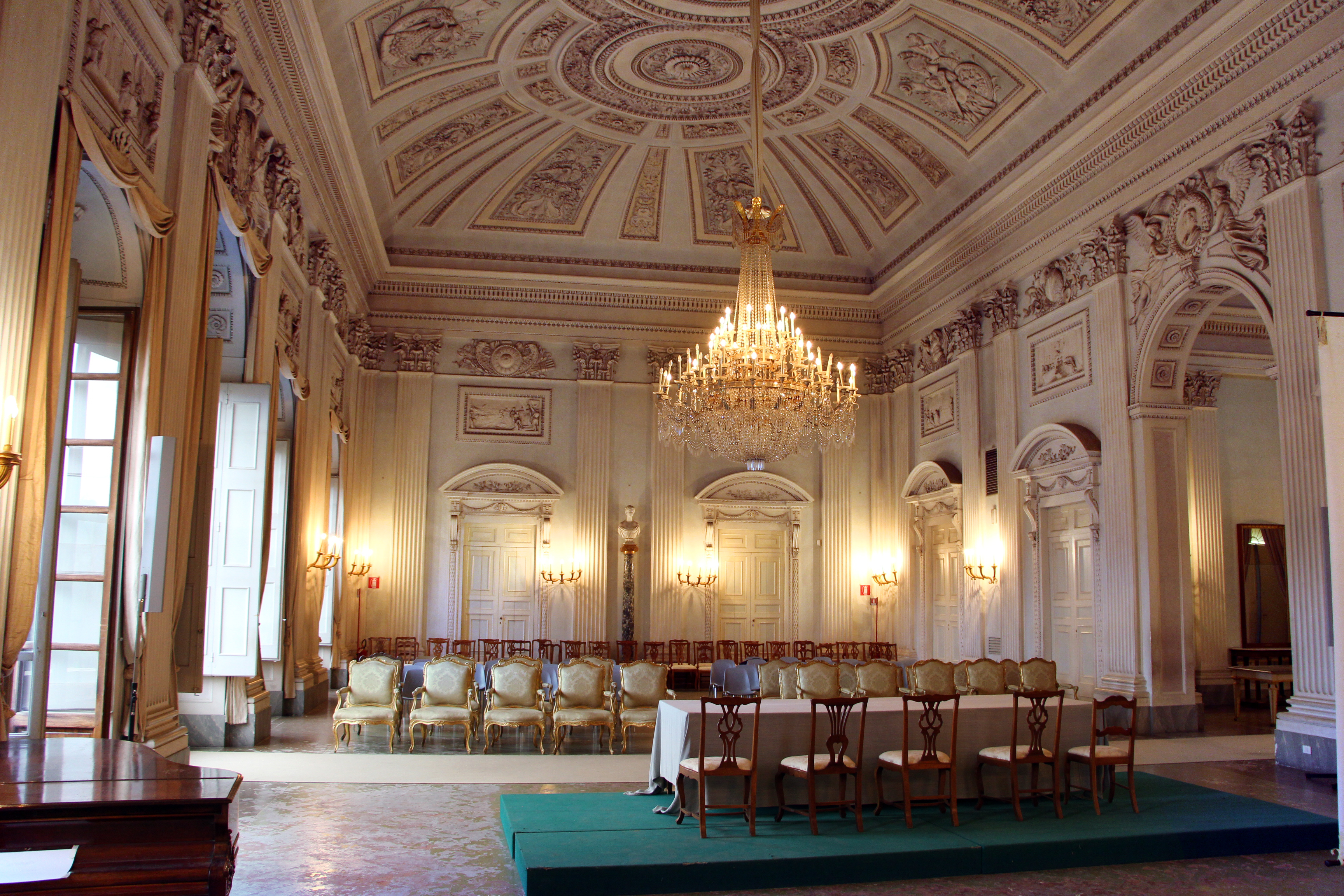
Weißer Saal mit Stuck der Gebrüder Albertolli
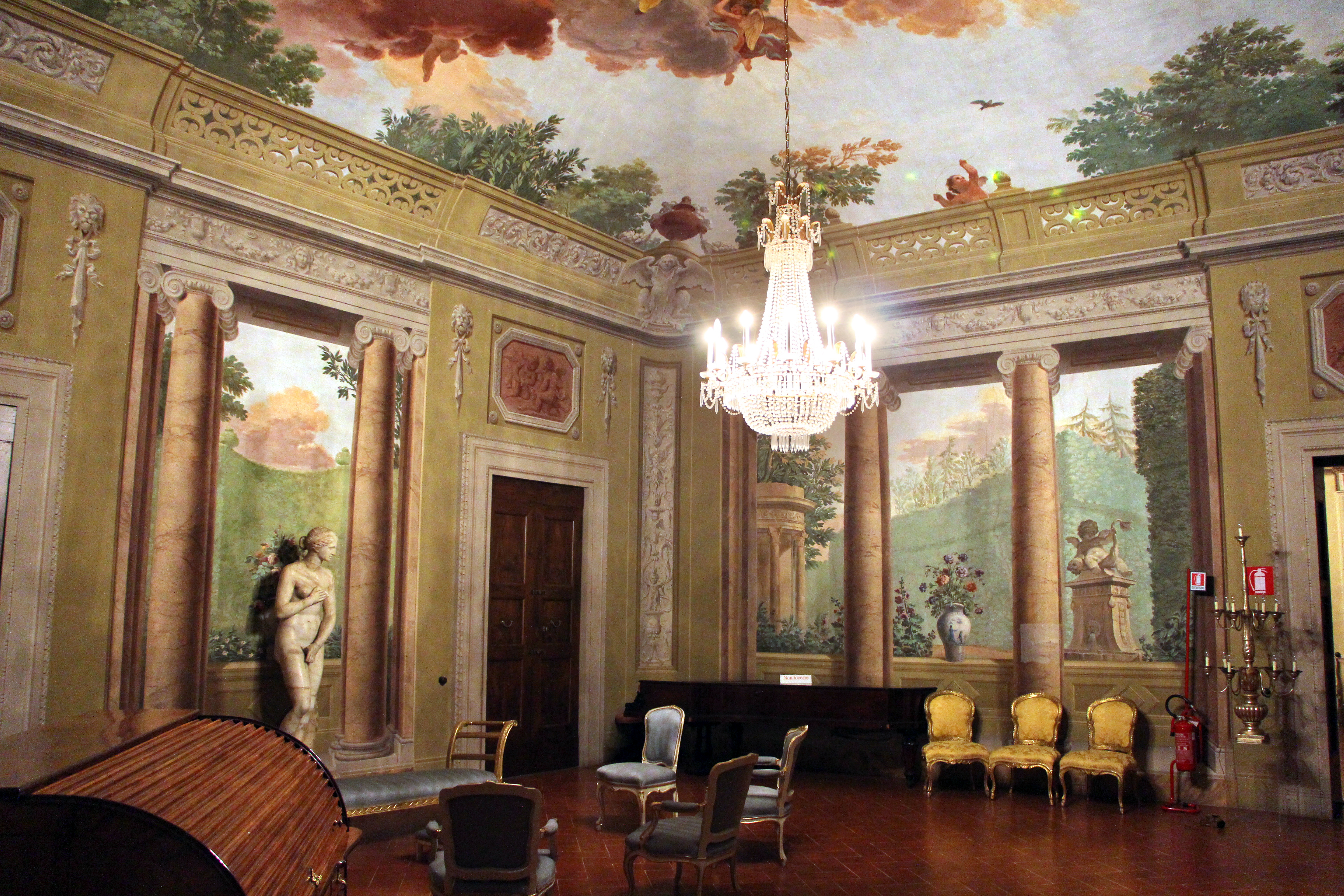
Salon der Jahreszeiten, mit Fresken von Giuseppe del Moro und Giuseppe Maria Terreni
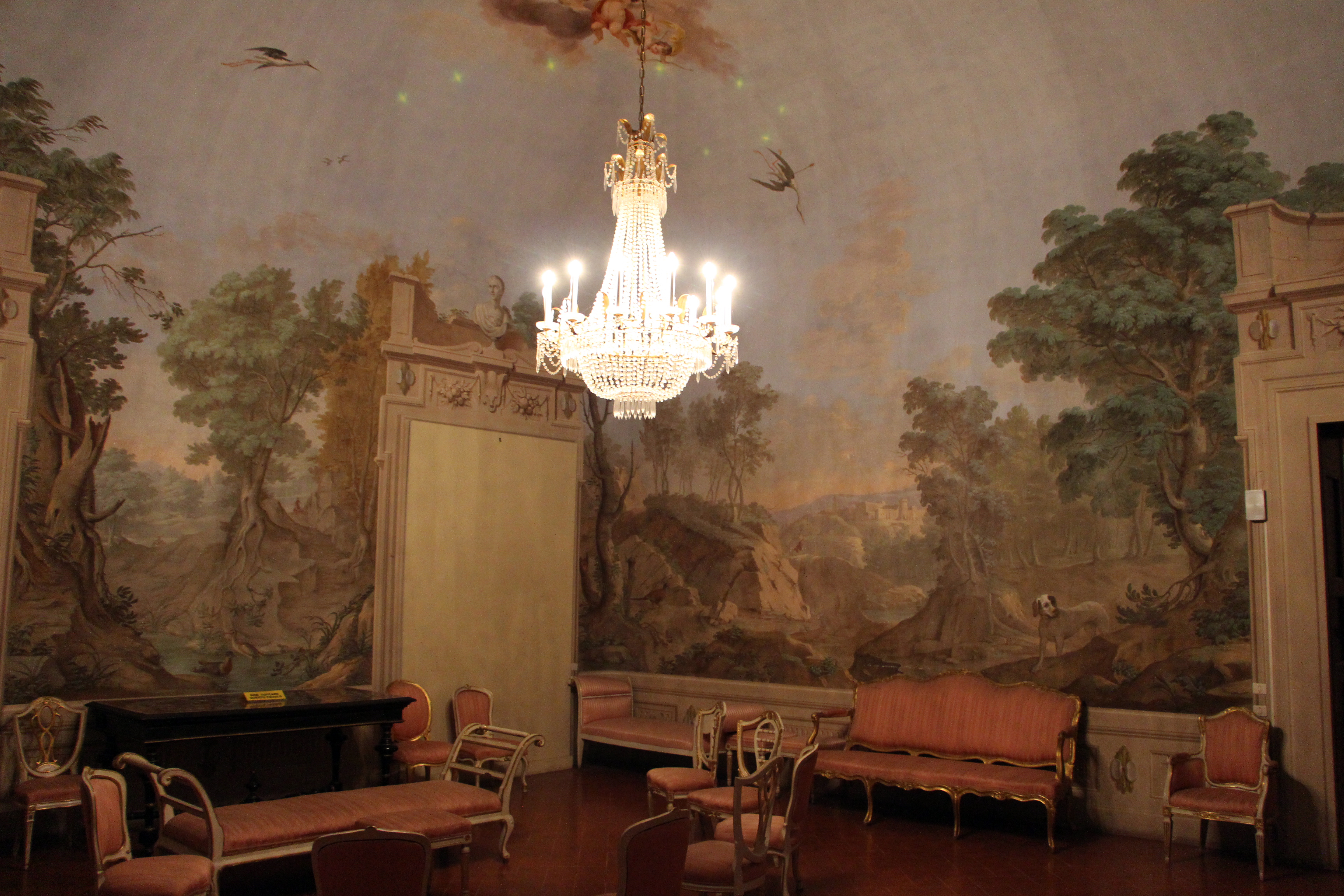
Jagdzimmer mit Fresken von Giuseppe del Moro (Appartement Großherzog Leopolds)
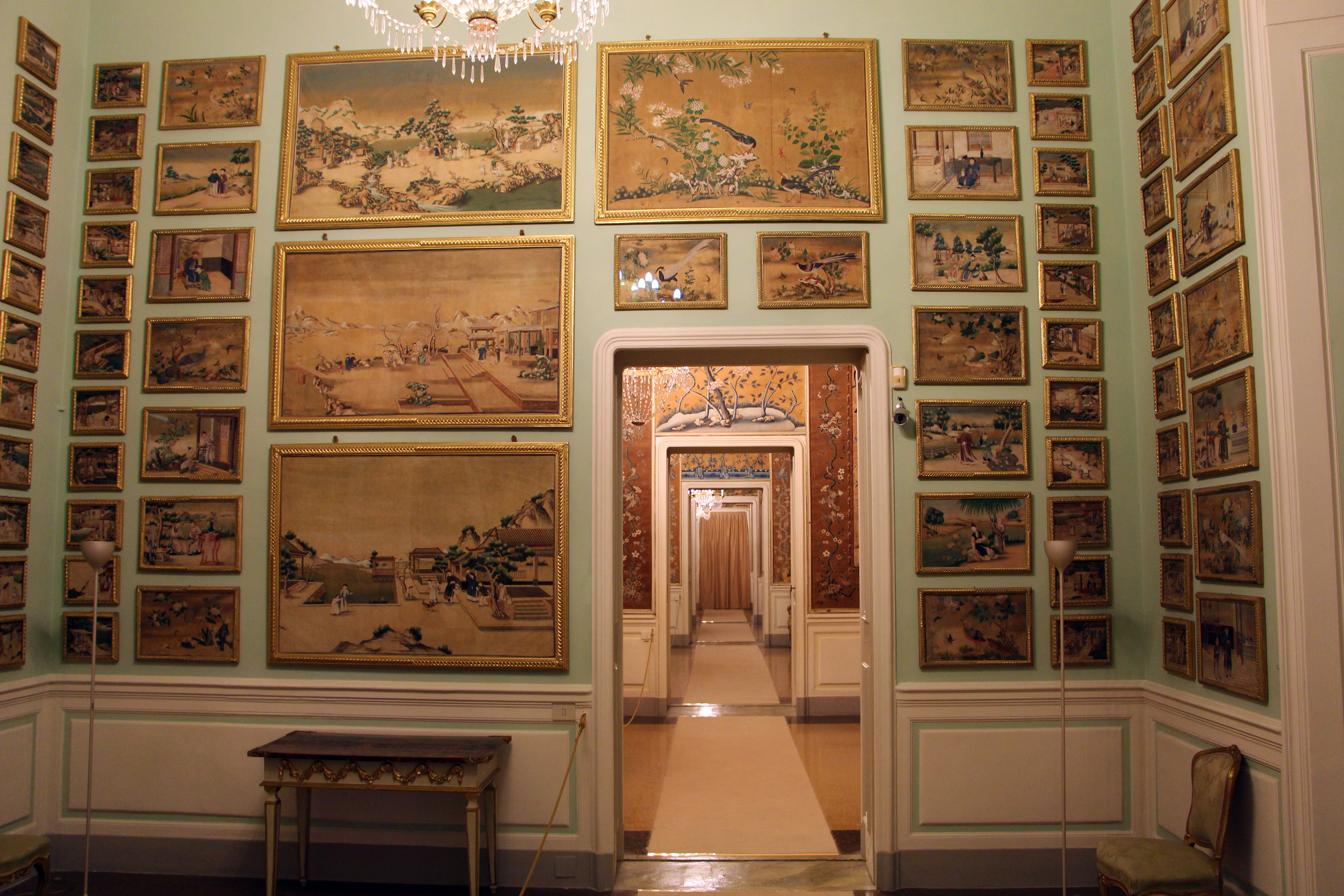
Zimmerflucht der Chinesischen Zimmer
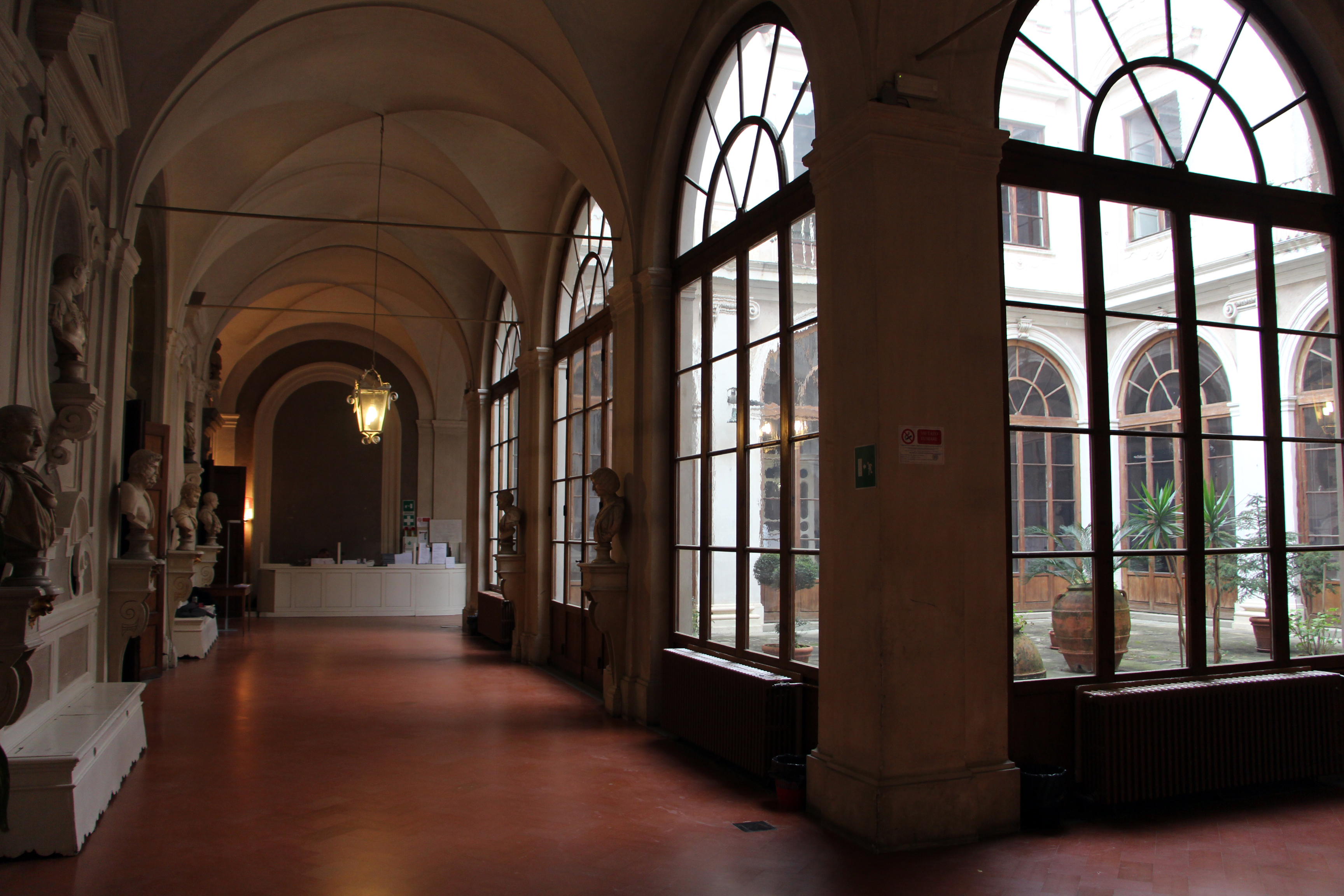
Erster Innenhof (primo cortile)
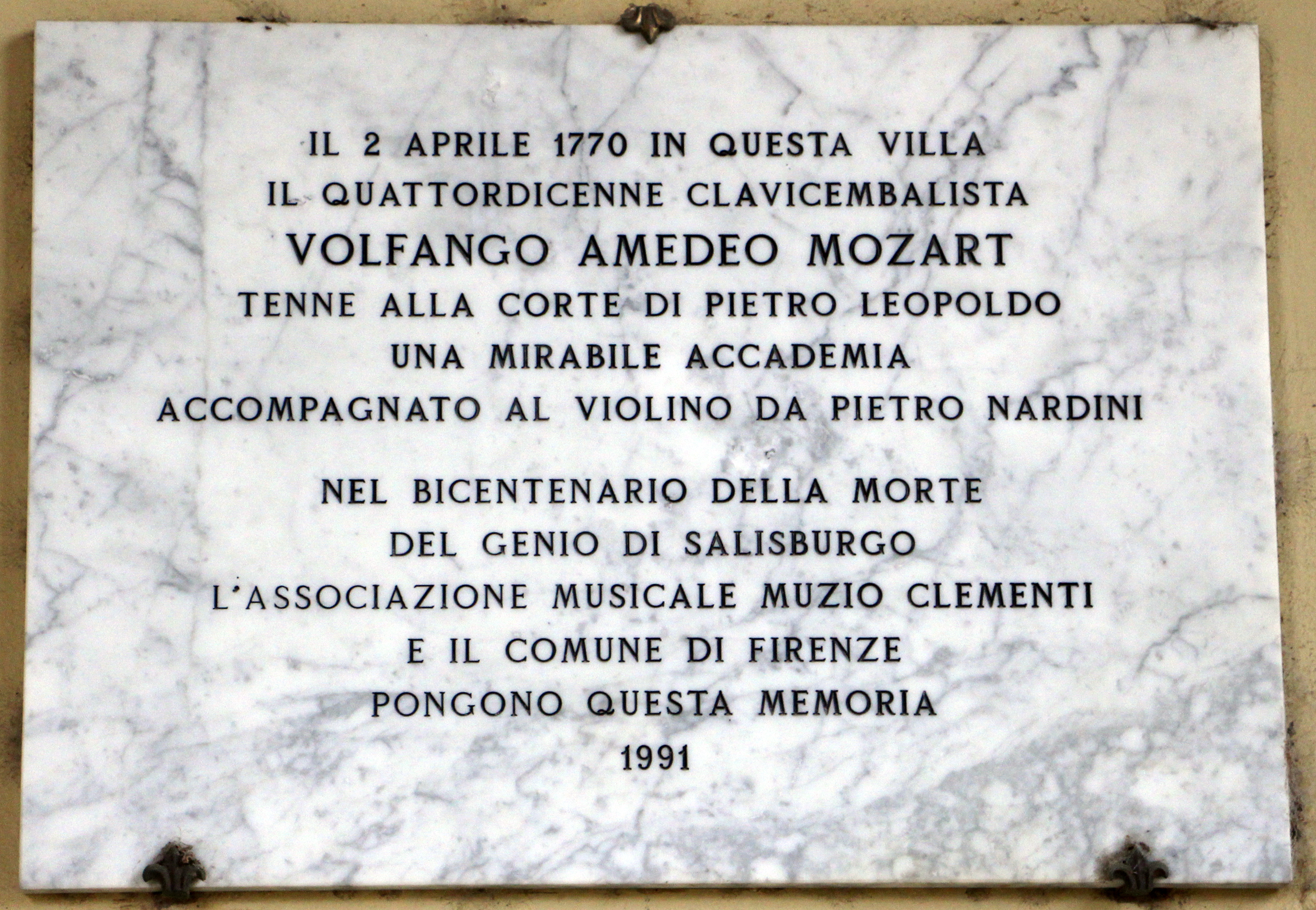
Erinnerungsplakette an W. A. Mozart